# Ramularia epilobii
Ramularia epilobii är en svampart som beskrevs av P. Karst. 1892. Ramularia epilobii ingår i släktet Ramularia och familjen Mycosphaerellaceae.   Inga underarter finns listade i Catalogue of Life.